# أبركرومبي آند فيتش
أبركرومبي آند فيتش (بالإنجليزية: Abercrombie & Fitch)‏ هي شركة ملابس أمريكية راقية تركز على اللباس الدارج، يقع مقرها الرئيسي في نيو ألباني، أوهايو. تمتلك الشركة علامة هوليستر.